# Distretto di San Pedro de Lloc
Il distretto di San Pedro de Lloc  è uno dei cinque distretti della provincia di Pacasmayo, in Perù. Si trova nella regione di La Libertad e si estende su una superficie di 698,42 chilometri quadrati.